# Орден «Крест Грюнвальда»
О́рден «Кре́ст Грю́нвальда» (пол. Order Krzyża Grunwaldu), Крест Грюнвальда — польский военный орден, учреждённый в ноябре 1943 года. Награждение орденом производилось за доблесть в борьбе с оккупантами, за свободу и независимость Польши, заслуги в организации вооружённых сил, успешном проведении боевых операций, как польских, так и иностранных граждан. Орденом также награждались воинские соединения, города и воеводства. Отменён в 1992 году.

## Описание
Идея учредить «Крест Грюнвальда» родилась в Главной квартире Армии Людовой в ноябре 1943 года. В феврале 1944 года её одобрила Крайова Рада Народова, а 22 декабря 1944 года был издан соответствующий декрет Польского комитета национального освобождения. Первые экземпляры награды были изготовлены на московской фабрике Гознака. 17 февраля 1960 года статут ордена был подтверждён правительством Польской Народной Республики. Среди кавалеров ордена были военачальники и военнослужащие Красной армии — участники боёв за освобождение Польши.
С 1987 года данным орденом перестали награждать. В 1992 году он был упразднён. С 2000 года в Польше существует Ассоциация кавалеров ордена «Крест Грюнвальда», выступающая за восстановление этой награды.
Крест Грюнвальда имел три степени. Знаки 1-й степени, размером 55 мм, изготавливались из золота (позже — из позолоченного серебра). Знаки 2-й и 3-й степеней, размером 45 мм, были серебряными, у 2-й степени — с позолоченными краями креста. На лицевой стороне знака помещён щит, на котором изображено два меча остриями вниз. На обороте — такой же щит с датами Грюнвальдской битвы — «1410», учреждения креста — «1944» и заглавные буквы названия креста «KG». Лента креста красная, с белой вертикальной полосой посередине и узкими зелёными полосками по краям.

## Степени
- Орденом I степени награждали за успешно проведенную армейскую операцию, в результате которой достигнуто поражение врага, а также за особые заслуги в деле организации движения Сопротивления
- Орденом II степени — за выдающиеся отличия при командовании войсковыми формированиями и за выдающиеся заслуги в подпольной работе
- Орденом III степени — за личное мужество на поле боя и за работу в подполье

### Знаки ордена
| I степень Золотой крест | II степень Серебряный крест с позолотой | III класс Серебряный крест |
| ----------------------- | --------------------------------------- | -------------------------- |
|                         |                                         |                            |
|                         |                                         |                            |

## Награждение
Всего до конца 1945 года был вручён 2681 крест, в том числе 1-й степени — 27, 2-й — 61, 3-й — 2593. Награждать Крестом Грюнвальда продолжали и в послевоенные годы. Всего до 1983 года было произведено 5738 награждений. Из них 1-й степенью — 71, 2-й — 346, 3-й — 5321.

## В бонистике
- Изображение ордена присутствовало на купюре 50 злотых Польской Народной Республики, серии 1974 года.